# Capo Spartivento
Capo Spartivento is een plaats (frazione) in de Italiaanse gemeente Brancaleone.